# Stelmet Zielona Góra
El Stelmet Zielona Góra és un club de bàsquet de la ciutat de Zielona Góra (Polònia) fundat el 1946.

## Història
El Stelmet Zielona Góra va ser fundat el 1946 amb el nom històric Zastal. El 1984 va participar en la màxima categoria del bàsquet polonès: la lliga polonesa, per primera vegada. A principis de la dècada dels 2010, el Zastal va canviar el nom per l'actual: Stelmet Zielona Góra.

## Pavellons
El Stelmet Zielona Góra disputa els seus partits com a local al pavelló Centrum Rekreacyjno-Sportowe, que té una capacitat per 5.000 espectadors.